# Juveniles Polyposis-Syndrom
Beim juvenilen Polyposis-Syndrom (JPS), kurz auch als juvenile Polyposis bezeichnet, kommt es zur Ausbildung von sog. hamartomatösen Darmpolypen (Polyp, Hamartom, Geschwulst), die meist im Bereich des Dickdarms lokalisiert sind, aber auch den übrigen Magen-Darm-Trakt betreffen können.
Juvenile Polypen sind die häufigsten Polypen des Kindesalters. In der Mehrzahl handelt es sich um sporadisch auftretende solitäre Polypen. Bei einem kleinen Teil sind die Polypen jedoch Symptom einer autosomal-dominant erblichen Erkrankung, bekannt als Familiäre Juvenile Polyposis (FJP), deren Ursache Mutationen im Regulatorprotein MAD-Homolog 4 sind.

## Pathophysiologie und Pathologie
Die juvenilen Polypen zeigen an der Oberfläche hyperplastisch-entzündliche Schleimhautveränderungen und gelten grundsätzlich als gutartig. In seltenen Fällen kommt es zum Übergang in echte adenomatöse Polypen (kolorektale Adenome), die mit einem erhöhten Darmkrebsrisiko einhergehen. Insbesondere bei der familiären Verlaufsform wird daher eine regelmäßige Darmkrebsvorsorge empfohlen, die den gesamten Magen-Darm-Trakt einbeziehen sollte.